# Franciszek Woroniecki
Franciszek Woroniecki (zm. 4 września 1917 w Przemyślu) – polski przedsiębiorca, właściciel fabryki fortepianów.

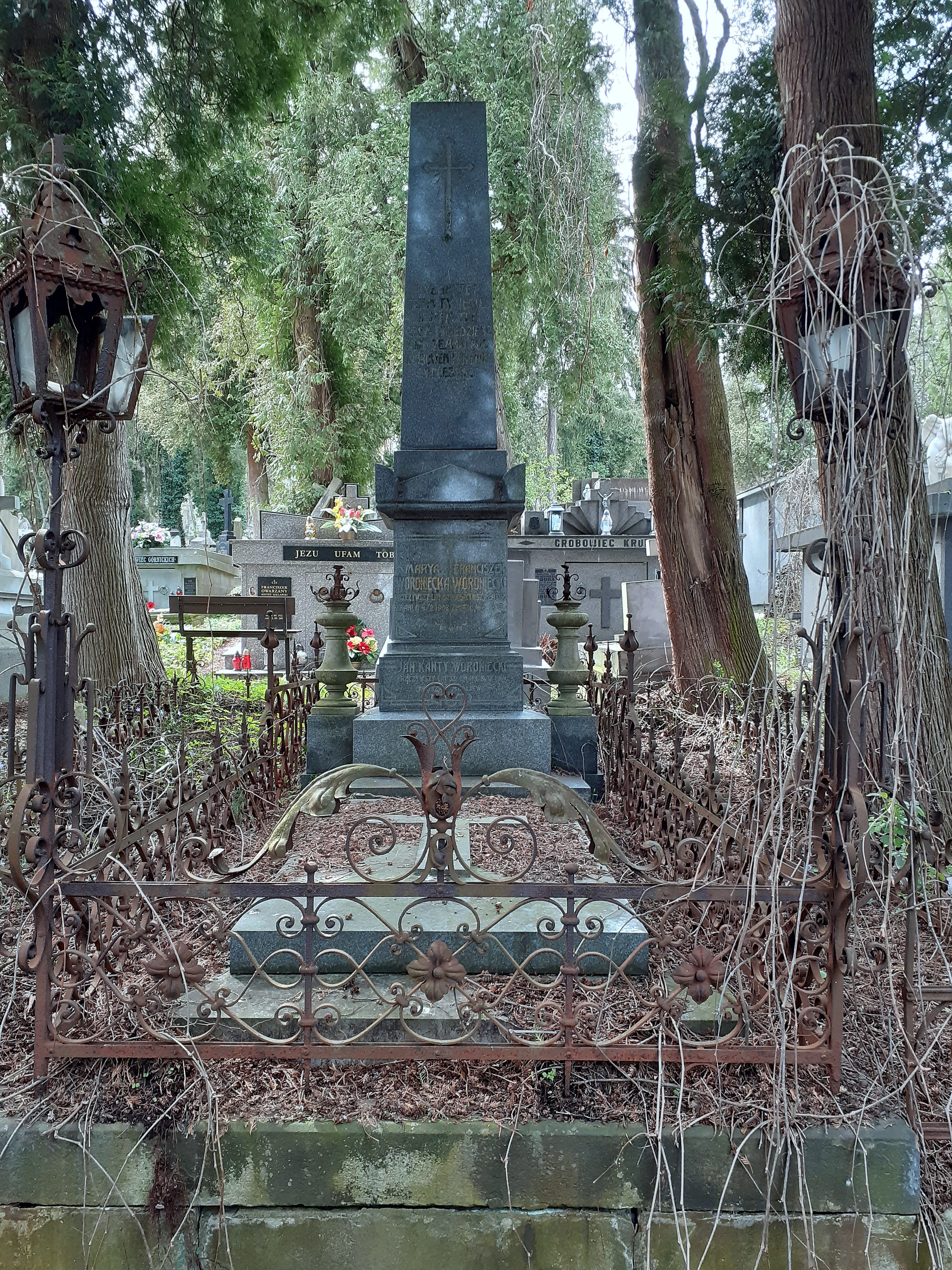
Grobowiec Franciszka Woronieckiego

Wytwórnia fortepianów, znana także jako "Woroniecki i Syn" (od 1900 r.), została założona w Jaśle. W latach 1877–1914 poza produkcją instrumentów zajmowała się sprzedażą pianin, fortepianów i fisharmonii także innych marek. W 1887 r. powstała jej filia w Przemyślu przy ulicy Lwowskiej 6, a w 1911 r. przeniesiona na Słowackiego 18 i Mickiewicza 21.
Firma zdobyła medale na wystawach przemysłowych we: Lwowie, Cieszynie, Trieście w 1877 r., Przemyślu (1882), Krakowie (1887), Wiedniu (1892) i ponownie we Lwowie (1894). W sumie wytwórnia zdobyła sześć medali na wystawach zagranicznych i dwanaście dyplomów na krajowych.
W 1912 r. Woroniecki poszerzył swoją ofertę o krótkie fortepiany ("mignon"). Specjalizował się również w konserwacji (w ówczesnym znaczeniu tego wyrazu, czyli w przeróbkach i modernizacji) instrumentów zabytkowych. Swoje produkty eksportował m.in. do: Czech, Niemiec, Rosji, na Śląsk, Bukowinę i Morawy.
Pochowany został na cmentarzu Głównym w Przemyślu.
Numery seryjne produkcji:
– ok. 1882 r. – 120
– ok. 1895 – 1900 r. – 195.